# Junio Amaral
Geraldo Junio do Amaral, (Belo Horizonte, 30 de junho de 1987), mais conhecido como Cabo Junio Amaral, é um policial militar reformado do estado de Minas Gerais e político brasileiro, filiado ao Partido Liberal (PL), Deputado Federal pelo Estado de Minas Gerais em exercício desde 2019.

## Ascensão Política
Ainda como policial militar do Estado de Minas Gerais, Junio Amaral fundou o movimento Direita Minas, cuja premissa central era a organização dos conservadores para participarem do debate público, sendo as redes sociais a principal ferramenta para a militância e exposição de suas ideias.
Inicialmente, em meados de 2015, foram criados grupos em aplicativos de mensagens, gerando grande interesse e adesão de simpatizantes por todo o Estado de Minas Gerais.
Com o rápido crescimento do grupo, em 2017, a partir de um encontro realizado com o Deputado Federal Eduardo Bolsonaro, que já apoiava o movimento Direita Minas, foi endossado pelo parlamentar paulista o nome de Junio Amaral para se candidatar por Minas Gerais no ano seguinte, considerando toda sua atuação na defesa de pautas conservadoras, como a defesa da família, liberdade, propriedade privada, livre comércio e armamentismo civil.
Consequência disso, a direção estadual do movimento recebeu o apoio de mais de 100 núcleos no interior de Minas Gerais diante da nova pretensão política do grupo. À época, em conversas internas do movimento, foi acordado que Junio Amaral concorreria para deputado federal, com expectativa de votações em torno de 50 mil votos.
Conjunto a isso, o grupo do Direita Minas tinha como principal objetivo eleger Jair Bolsonaro para a presidência da República, fazendo uma campanha muito enérgica e ativa pelo Estado de Minas Gerais, contando com o apoio voluntário das centenas de coordenadores do movimento.
Em 2018, chegado o período eleitoral, os candidatos do movimento Direita Minas e surpreenderam a todos com o resultado, especialmente Junio Amaral, que foi eleito deputado federal com 158.541 votos (1,57% dos votos válidos), o sétimo mais votado do estado.
Ao longo de seu primeiro mandato, como resultado de um trabalho primoroso e calcado em princípios conservadores, foi premiado por três vezes como um dos melhores deputados federais de Minas Gerais pelo Ranking dos Políticos, alcançando o posto de melhor deputado mineiro no ano de 2021, tendo seu desempenho parlamentar avaliado positivamente nos aspectos de anticorrupção, antiprivilégios e antidesperdício, bem como na promoção de ideias de desburocratização e liberalismo econômico.
Também foi vice-líder do Partido Social Liberal (PSL) na Câmara dos Deputados entre os anos de 2019 e 2020, participando e atuando pela aprovação de importantes mudanças legislativas na área da segurança pública e do sistema penal, como o Pacote Anticrime, o fim das saídas temporárias de presídios e a tipificação penal do crime de domínio de cidades, prática do denominado Novo Cangaço.
Na Comissão de Segurança Pública da Câmara dos Deputados, relatou o Projeto de Lei nº 732, de 2022, de autoria do Governo Bolsonaro que aperfeiçoa a legislação penal para fortalecer o combate à criminalidade violenta.
Diante do seu trabalho e liderança desenvolvidas em Minas Gerais durante o primeiro mandato, foi reeleito em 2022.
Em seu segundo mandato, segue liderando os rankings e índices de desempenho parlamentar, integrando a Oposição ao Governo Lula, sendo um dos deputados mais ativos no trabalho de fiscalização e controle do Poder Executivo Federal na Comissão de Fiscalização Financeira e Controle, em que já aprovou dezenas de requerimentos de convocação de ministros de Estado, solicitações de informações e auditorias pelo Tribunal de Contas da União em matérias envolvendo o governo petista, como a decisão que revisou a jurisprudência do tribunal para que possam ser realizadas atos de fiscalização durante o mandato presidencial envolvendo o acervo patrimonial da presidência de República concernentes aos presentes recebidos (Acórdão nº 2.728/2023).

## Atuação na Câmara dos Deputados
O parlamentar foi pioneiro nas pautas contra a ideologia de gênero e linguagem neutra, sendo, em 2020, o primeiro deputado federal a apresentar uma proposição que veda expressamente o uso da linguagem neutra no âmbito educacional (PL nº 5.198/2020), a qual tem atualmente mais de 20 projetos apensados com a mesma intenção de restringir essas novas formas de flexão de gênero e de número das palavras em desconformidade com a língua portuguesa. 
Em 2022, conseguiu aprovar no Plenário da Câmara dos Deputados o PL nº 643/2020, de sua autoria, que estabelece qualificadora para o crime de furto cometido em ocasião de incêndio, naufrágio, inundação ou qualquer calamidade pública ou desastre. O projeto aguarda deliberação pelo Senado Federal.
Em 2023, teve aprovada na Câmara dos Deputados emenda de sua autoria que veda o uso da linguagem neutra na comunicação da administração pública no âmbito do Projeto de Lei nº 6.256/2019, que institui a Política Nacional de Linguagem Simples. A proposição já foi apreciada e aprovada no Senado, incluindo a vedação à linguagem neutra, retornando em março de 2025 para deliberação das Emendas do Senado pela Câmara dos Deputados.
Em 2025, o deputado apresentou o Projeto de Lei nº 503/2025, em tramitação na Comissão de Previdência, Assistência Social, Infância, Adolescência e Família (CPASF), com o objetivo de alterar o Código Civil para acabar com a obrigação de prestação de alimentos nos casos de parentalidade socioafetiva.
Além das proposições citadas, Junio Amaral apresentou mais de 80 projetos de lei nos últimos anos, dentre eles os que tratam de: 
- Proibição da visita íntima e saída temporária de preso;
- Fim da diminuição de pena por tráfico privilegiado;
- Tornar hediondo o crime de corrupção eleitoral; e
- Regulamentar a movimentação por conveniência da disciplina entre policiais e bombeiros militares.

## Atuação emContagem/MG

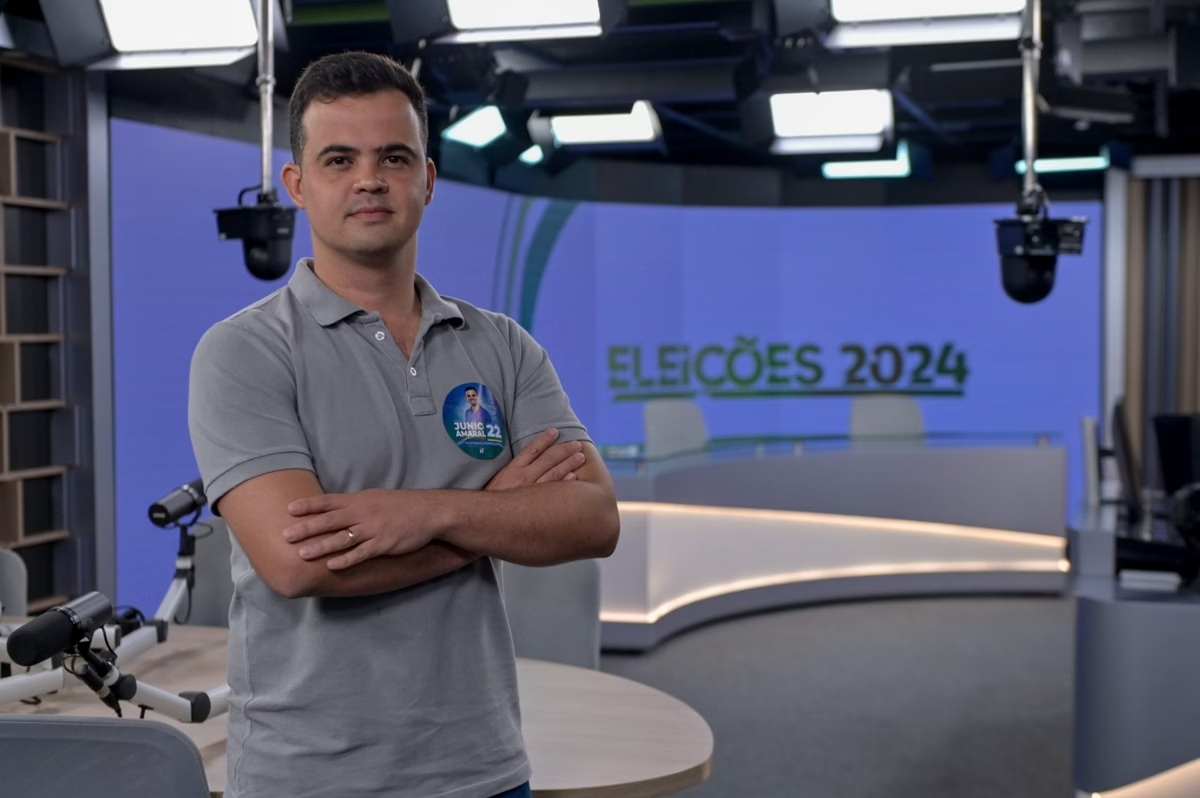
Junio Amaral, deputado federal e ex-candidato à Prefeitura de Contagem em entrevista ao jornal "O TEMPO".

Junio Amaral foi criado desde sua infância na cidade de Contagem/MG, Região Metropolitana de Belo Horizonte/MG, onde ainda reside com sua família e se desenvolveu como forte liderança regional.
Seguindo o mesmo objetivo da nova direita brasileira, de antagonizar com a intitulada velha política, e devido a indignação da população de Contagem com governo petista liderado por Marília Campos (PT) durante três mandatos, Junio Amaral disputou o cargo de prefeito nas eleições municipais de 2024, pelo Partido Liberal, sendo apoiado pelo presidente Jair Bolsonaro, senador Cleitinho Azevedo e deputado federal Nikolas Ferreira, entre outros políticos referências para a direita brasileira. 
Durante a campanha para prefeito, Junio Amaral recebeu o presidente Jair Bolsonaro, a primeira-dama Michelle Bolsonaro, o Senador Flávio Bolsonaro e outros deputados para apoio de sua candidatura, onde reuniu grande número de apoiadores em comício na região central de Contagem/MG.

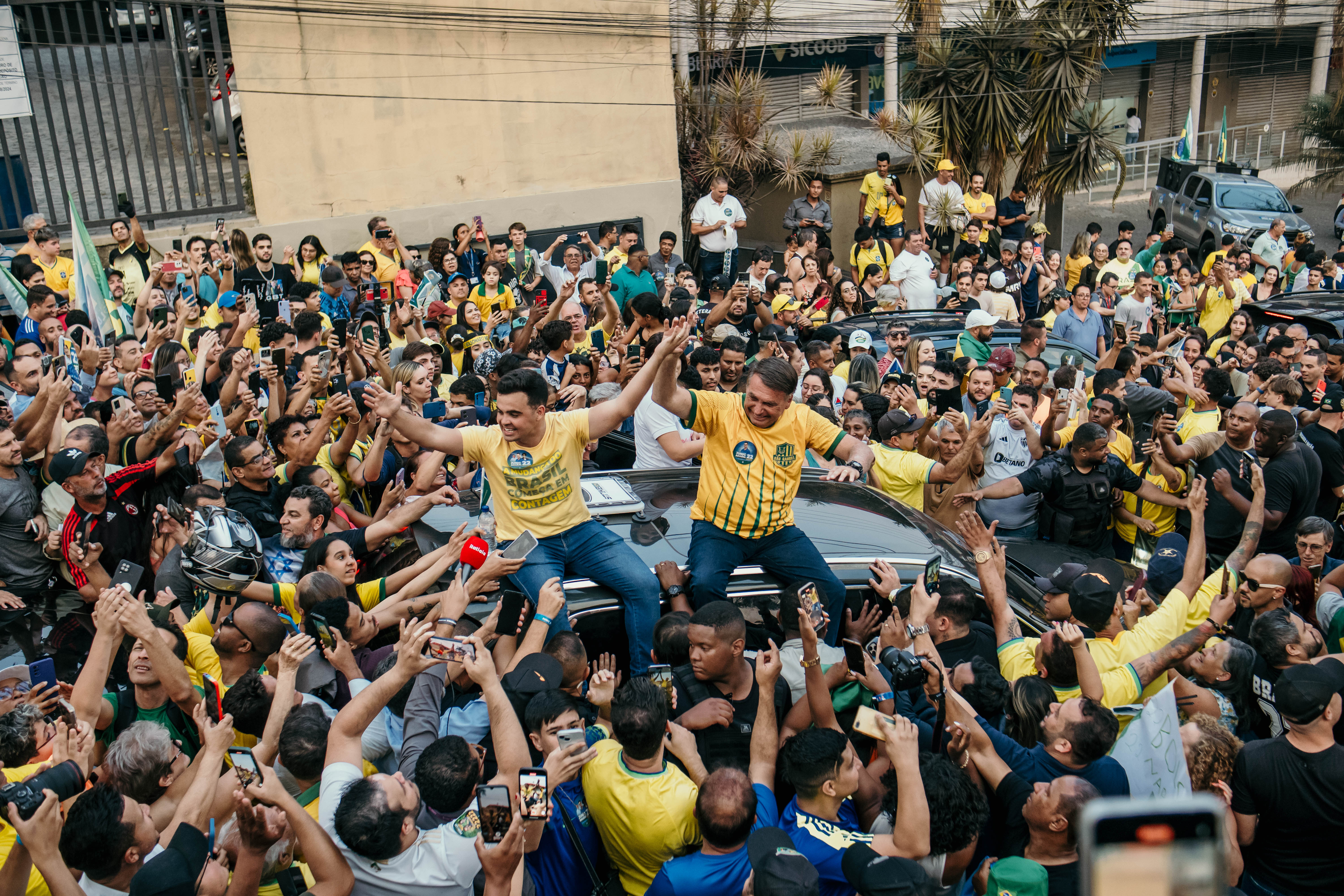
Junio Amaral com Jair Bolsonaro em comício na cidade de Contagem/MG.

Em sua campanha, o parlamentar foi convidado por diversos canais de comunicação, como G1 (TV Globo), Itatiaia, O Tempo e outros, para realização de debate eleitoral com sua principal opositora, Marília Campos (PT), a qual se ausentou em todos os encontros.

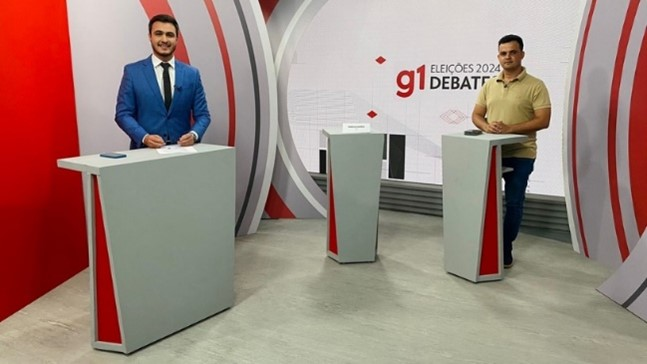
Junio Amaral em entrevista ao G1, com ausência de Marília Campos (PT).

Ao final da campanha, Junio Amaral alcançou mais apoiadores e simpatizantes, conquistando 120.776 votos, o que representa 38,93% dos votos válidos, perdendo a eleição para Marília Campos, que obteve 188.228 votos, representando 60,68% dos votos válidos. O resultado impressionou o povo contagense pelo número de votos, tendo em vista uma pesquisa publicada dois dias antes da eleição, a qual afirmava que o então candidato alcançaria 20% do eleitorado, representando uma margem de erro de 19% para os resultados da eleição diante dos 38,93% dos votos obtidos.
Em sua fala após os resultados da eleição municipal de 2024, Junio Amaral foi assertivo ao proclamar que “a semente foi plantada de forma limpa, do modo que Contagem nunca viu antes” e que “a caminhada apenas começou”.
Dessa maneira, Junio Amaral se tornou o principal nome de oposição ao governo petista de Marília Campos (PT), incluindo denúncias realizadas sobre supostas irregularidades licitatórias e ações judiciais contra atos do governo petista local.
No ano de 2024, o parlamentar ajuizou ação que pretendia barrar o aumento de 6,15% promovido pela Prefeitura de Contagem sobre o valor da passagem de ônibus, defendendo a inexistência de causas para tal aumento, como a falta de investimentos significativos na cidade, além da ausência de medidas para melhoria do sistema de transporte público que justificassem o reajuste.

## Controvérsias
Segundo o levantamento do Aos Fatos de maio de 2020, Junio Amaral e um grupo de sete deputados investigados no inquérito das fake news publicaram em média duas postagens por dia em rede social em um período de três meses, com desinformação ou mencionando o Supremo Tribunal Federal (STF) de forma crítica.

## Desempenho em Eleições
| Ano  | Eleição                   | Partido | Cargo            | Votos   | %      | Resultado  | Ref    |
| ---- | ------------------------- | ------- | ---------------- | ------- | ------ | ---------- | ------ |
| 2018 | Estadual de Minas Gerais  | PSL     | Deputado Federal | 158.541 | 1,57%  | Eleito     | [ 16 ] |
| 2022 | Estadual de Minas Gerais  | PL      | Deputado Federal | 59.297  | 0,53%  | Eleito     | [ 17 ] |
| 2024 | Prefeitura de Contagem/MG | PL      | Prefeito         | 120.776 | 38,93% | Não Eleito | [ 18 ] |